# Pănătău, Buzău
Pănătău este satul de reședință al comunei cu același nume din județul Buzău, Muntenia, România. Se află în nord-vestul județului, în zona de munte.